# Ambasadorowie Prus w Wielkiej Brytanii
Ezechiel von Spanheim (1629-1710)  był pierwszym ambasadorem Królestwa Prus w Anglii, jego bowiem poprzednik David Ancillon pełnił swe funkcje jeszcze w imieniu Brandenburgii (Królestwo Prus powstało w 1701 roku).
Gdy korowód 38 karet poselstwa do pruskiego pojawiło się w 1701 roku w Londynie, tłum powitał ich entuzjastycznymi okrzykami: "Welcome, Prussians, you are good Englishmen" ("Witajcie Prusacy, dobrzy z was Anglicy"). Było to ze strony ulicy londyńskiej dowód najwyższej sympatii do Prus jako sojusznika w wojnie przeciw Ludwikowi XIV. Stosunki prusko-brytyjskie byłe zazwyczaj poprawne, choć np. Jerzy II Hanowerski był bardzo proaustriacki, co miało znaczenie w czasie wojen między Prusami a Austria. Parlament brytyjski odnosił się do Prus z sympatią.

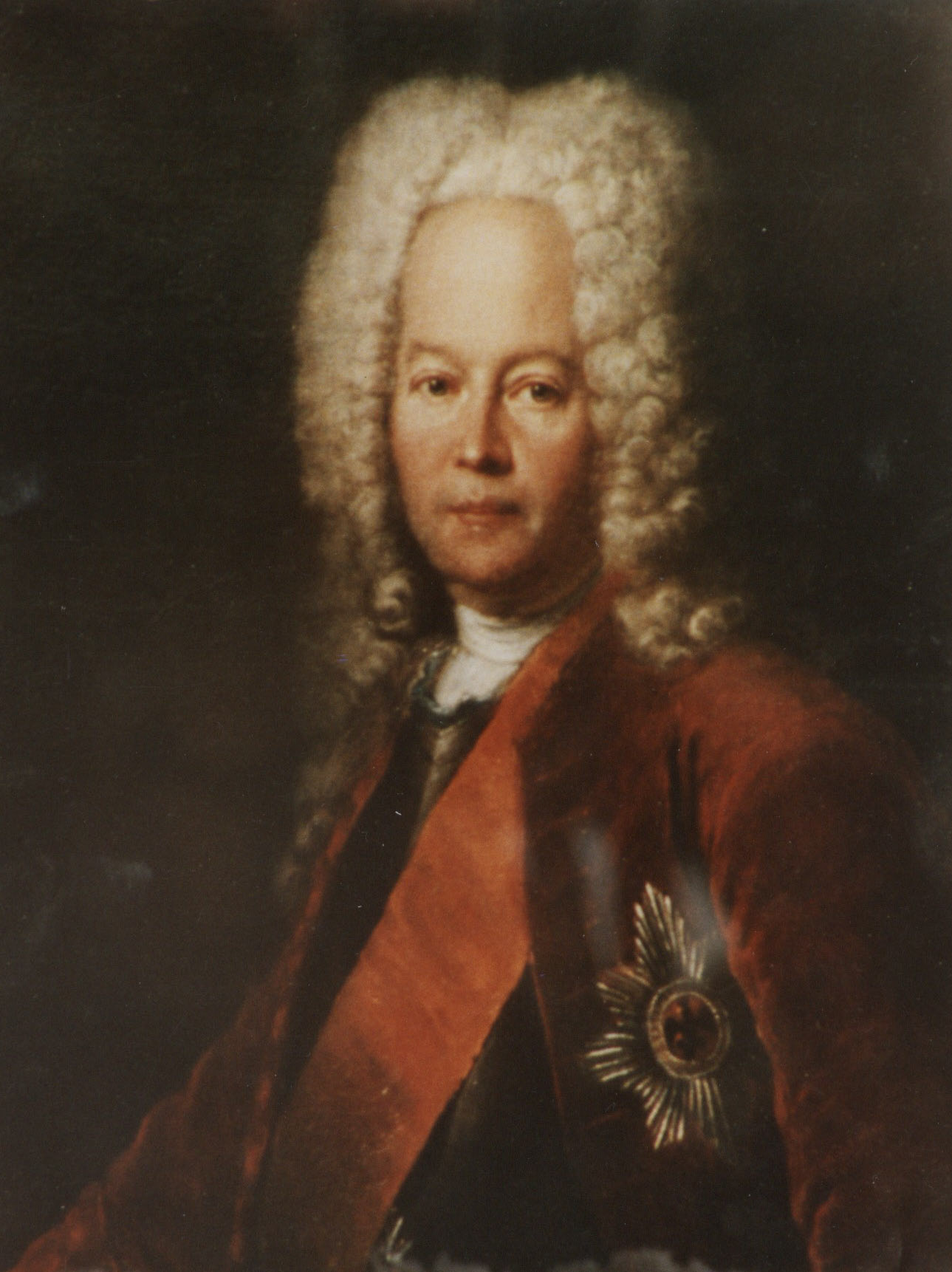
Johann August Marschall von Bieberstein, 1711-1712
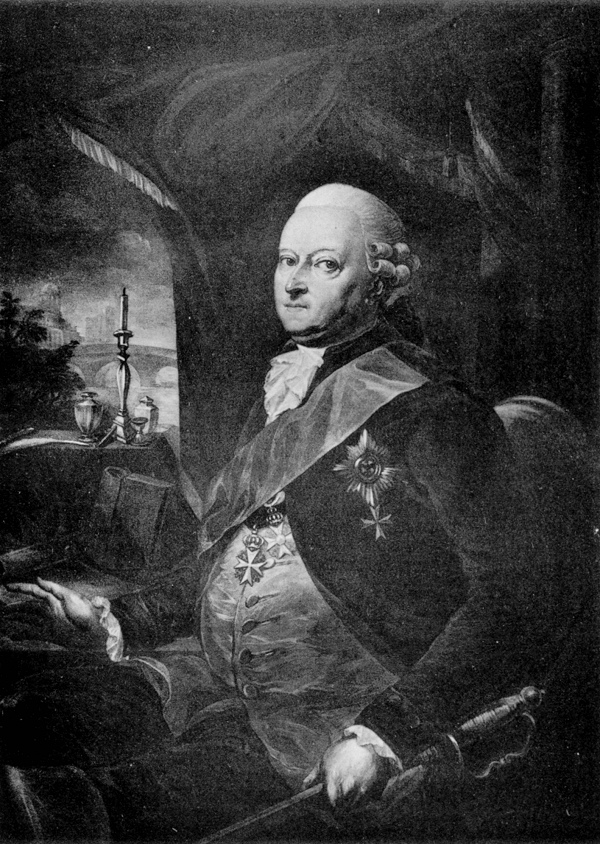
Karl Wilhelm Finck von Finckenstein, 1742-1744
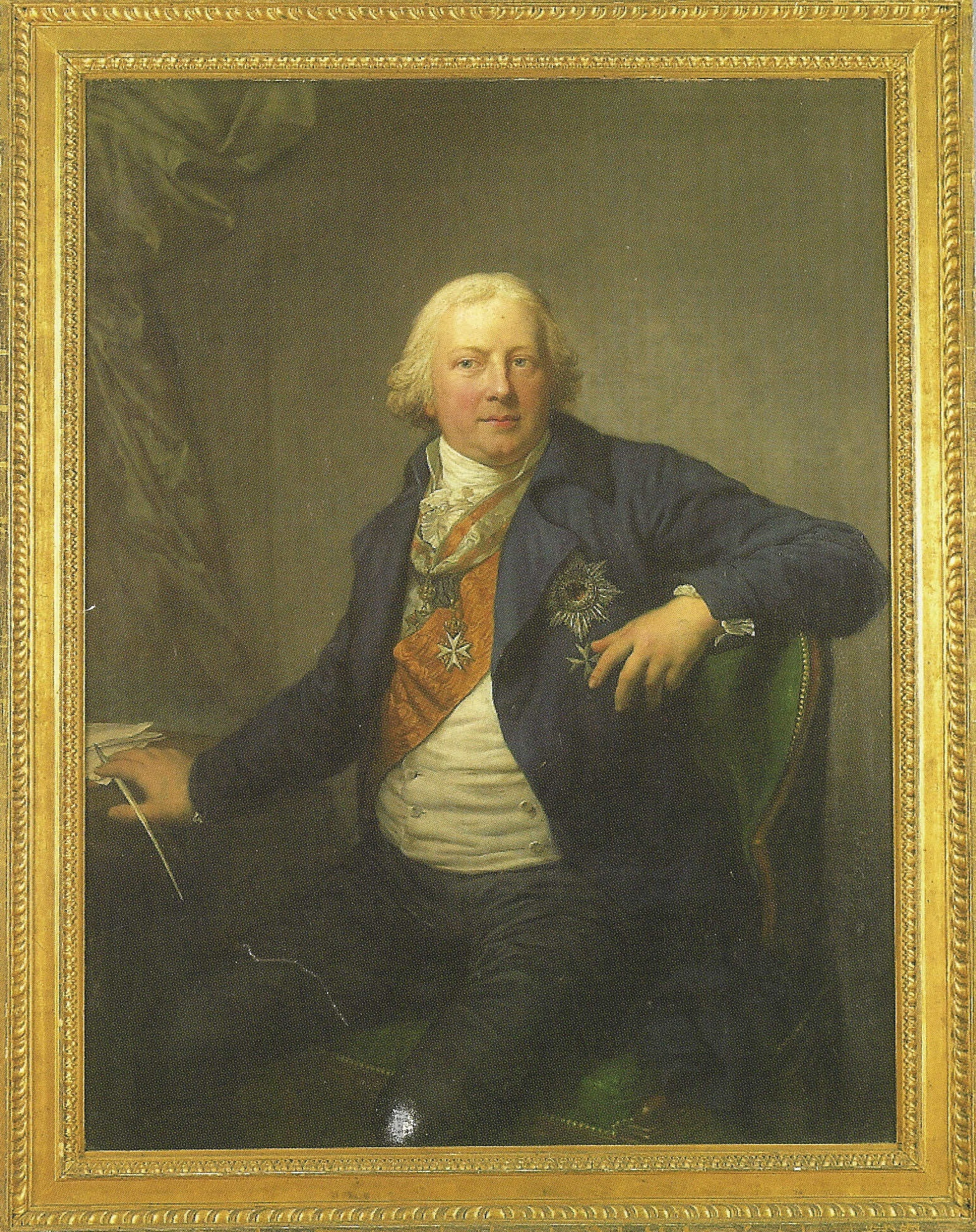
Philipp Karl von Alvensleben, 1789-1791

## Brandenburgia-Prusy
- 1604 Hans von Bodeck (1582-1658)
- 1690–1698 Thomas Ernst von Danckelmann
- 1700 David Ancillon

## Królestwo Prus
- 1701–1710 Ezechiel von Spanheim
- XI 1711-III 1712 Johann August Marschall von Bieberstein
- 1742–1744 Karl Wilhelm Finck von Finckenstein
- Do 1758 Louis Michell
- 1758–1763 Dodo Heinrich zu Inn und Knyphausen
- 1789–1791 Philipp Carl von Alvensleben
- 1828–1832 August Heinrich Hermann von Dönhoff
- 1854–1861 Albrecht von Bernstorff (1809 -1873)